# أليسيا غالي
أليسيا غالي (بالإنجليزية: Alicia Gali)‏ هي آنسة أسترالية تم الحكم عليها بالسجن لمدة ثمانية أشهر في الفجيرة بالإمارات العربية المتحدة في عام 2008. حيث اتُهمت بربط علاقة جنسية خارج إطار الزواج فتم سجنها بموجب الشريعة الإسلامية المعمول بها في دولة الإمارات وذلك بعد إبلاغها الشرطة عن التعرض للتخدير والاغتصاب من قبل ثلاثة من زملائها في العمل. أثارت قضية أليسيا جدلا كبيرا وجلبت اهتمام عالمي حيث انتقدت عشرات الجمعيات الحقوقية دولة الإمارات العربية المتحدة وخاصة نظام العدالة وذلك بسبب سوء تصرفه وتعامله مع الحادث.

## الاغتصاب المزعوم في فندق لو ميريديان
كانت تعمل أليسيا غالي في صالون تجميل تابع لفندق لو ميريديان الموجود في الفجيرة. أمضت أليسيا أمسية مع ثلاثة من زملاء العمل حيث كانت سكرانة وادعت عندما استيقظت في اليوم التالي أنها قد وجدت نفسها «عارية مع كدمات واضحة في مختلف أنحاء جسمها» كما أكدت على أنها لم تذكر ما حصل في الليلة السابقة بسبب تأثير المشروب عليها فقررت رفع دعوى قضائية ضد الشبان الثلاثة حيث اتهمتم باغتصابها جماعيا نسبة للكدمات التي وُجدت عليها، لكن وفي المقابل فقد نفى الثلاثة مزاعم أليسيا في قسم الشرطة مؤكدين على أنهم لم يعتدوا عليها ولم يمسوها أصلا. تم رفع القضية إلى المحكمة وهناك عاودت أليسيا ما قالته من قبل للشرطة مؤكدة على اغتصابها من قبل الشبان الثلاث إلا أنهم عاودوا الرفض ووضحوا للقاضي أن الكدمات على جسم أليسيا ناجمة عن سقوطها من على الطاولة خلال رقصها في اللية التي كانت فيها سكرانة.

## فترة السجن
في أعقاب الاغتصاب المزعوم اتصلت أليسيا غالي بالمسؤول الأسترالي في القنصلية المجاورة لمدينة دبي وأخبرته بما حصل لكنه حذرها قائلا: «في حالة ما لم يتبث اغتصابك من قبل الشبان الثلاث ثم تُؤكد [بعد الفحص] ممارستك الجنس معهم أو مع غيرهم وأنت غير متزوجة فهذا قد يؤدي لسجنك بموجب القانون المحلي الذي يُحرم ممارسة الجنس خارج نطاق الزواج.»
قدمت أليسيا غالي شكوى في مقر الشرطة المحلي، ومن بعد تراجع الرجال عما كانوا ينفونه مؤكدين على ممارستهم الجنس معها بالتراضي بل برغبة منها ونافين في نفس الوقت مزاعم الاغتصاب. تم في وقت لاحق إلقاء القبض على الفتاة والرجال الثلاثة وحكم عليهم جميعا بالسجن لمدة 12 شهرا، وذلك بتهمة القيام بعلاقة جنسية خارج إطار الزواج. أُطلق سراح أليسيا بعد ثمانية أشهر؛ تحديدا في آذار/مارس 2009.

## دعوى قضائية ضد شركة ستاروود للفنادق
رفعت غالي دعوى قضائية ضد أرباب العمل في فندق ستاروود وذلك بتهمة الإخلال بالالتزامات من خلال عدم توفير أنظمة لحماية العمال ضد هكذا اعتداءات، كما زعمت أن إدارة الفندق عرضت عليها مبلغا ماليا ودعما عقب ذلك الحادث مخافة من تشويه سمعة الفندق.

## الدعاية
طلبت الحكومة الأسترالية من عائلة غالي تجنب نشر القضية في وسائل الإعلام أثناء فترة السجن، وعقب الإفراج عنها انتقدت أليسيا غالي القنصلية الأسترالية بسبب عدم دعمها عند رفع دعوى قضائية ضد فندق ستاروود؛ لكن وفي المقابل فقد اشتهرت هذه الواقعة واكتسبت اهتمام وسائل الإعلام الدولية؛ حيث نُشرت القصة في هافينغتون بوست كما تم إصدار فيلم وثائقي مدته 30 دقيقة يحكي قصة أليسيا وقد تم نشره بشكل رسمي في ياهو! نيوز ثم تم استضافة أليسيا في برنامج ليلة الأحد الذي يُبث في أستراليا.